# دونگی سترانگانی
دونگی سترانگانی (به صربی: Donji Stranjani) یک منطقهٔ مسکونی در صربستان است که در پریژپولجه واقع شده‌است. دونگی سترانگانی ۱۲۰ نفر جمعیت دارد.